# Edward Andrade
Edward Neville da Costa Andrade (Londra, 27 dicembre 1887 – 6 giugno 1971) è stato un fisico inglese.
Insegnò al Military College dal 1920 al 1928 e all'università di Londra dal 1929 al 1950. Si occupò della velocità degli ioni ad alte temperature e fu il primo ad esaminare lo spettro dei raggi gamma (1914) con Ernest Rutherford.
Massone, fu iniziato nel 1935 nella Loggia Progresso n. 4.